# Грох (митология)
Грох (на арменски: Գրող — „пишещият“, „записващият“) е дух на смъртта в арменската митология, персонификация или проявление на ангела на смъртта Хогеар. Основната му функция е да води отчет за греховете и добрите дела на всеки — при раждането, Грох записва на челото на човек съдбата му, определена от Бахт (съдбата), а по-нататък, в течение на живота, записва в книгата си добрите и лошите му постъпки, които ще извести на божия съд.
Понякога Грох е отъждествяван с духовете на болестите (т. нар. цавери); а след приемането на християнството през 301 г. в Армения, функциите му са прехвърлени към Габриел Хрещак.